# I Saw Her Standing There
«I Saw Her Standing There» (с англ. — «С тех пор, как её я заметил», дословно — «Я увидел, как она стояла там») — песня, открывающая дебютный альбом группы «Битлз» Please Please Me (выпущен в Великобритании 22 марта 1963). Песня была написана Джоном Ленноном и Полом Маккартни. В 2004 году песня заняла 139-ю позицию в списке пятисот величайших песен всех времён по версии журнала «Rolling Stone». После обновлений списка в 2010 и 2011 годах песня переместилась на 140-е место.

## Создание песни
Песня является плодом совместной работы Леннона и Маккартни, хотя основана на идее Маккартни. Официальное авторство песни представлено как «McCartney/Lennon» (как и для всех оригинальных песен из этого альбома), хотя в последующем авторы подписывали свои общие песни в другом порядке: «Lennon/McCartney».
Маккартни задумал эту песню (под названием «Seventeen»), когда он возвращался домой с концерта «Битлз» в Саутпорте (Мерсисайд); позже (в сентябре 1962 года) песня была доработана в его доме на Фортлин-Роуд в Ливерпуле вместе с Ленноном. По словам самого Маккартни, при сочинении этой песни он заимствовал басовый рифф из песни «I’m Talking About You» Чака Берри. Совместная работа Леннона и Маккартни над песней заложила принципы всего их дальнейшего сотрудничества; как позже комментировал сам Маккартни: «У меня было „She was just seventeen“, а потом „Beauty queen“. Когда я показал это Джону, он расхохотался, после чего сказал: „Ты шутишь по поводу этой строчки, правда?“» «Это был один из первых случаев, когда он сказал: „Что? Это нужно изменить…“»

## Запись песни
Песня была записана в студии «Эбби Роуд» 11 февраля в течение марафонской сессии, за которую группа записала десять песен из четырнадцати, впоследствии вошедших в альбом (оставшиеся четыре песни были к тому времени уже записаны и выпущены на синглах группы). На микс-сессии, состоявшейся 25 февраля, участники группы не присутствовали (в то время это не практиковалось).
В целом группа записала 9 дублей песни, хотя лишь три из них были полными. Самый первый дубль был сочтён наиболее удачным; к нему группа отдельно дозаписала хлопки. Песня начинается с характерного отсчёта «One, two, three, four!» (с англ. — «Раз, два, три, четыре!») в исполнении Маккартни. Обычно такие отсчёты при окончательном сведении удалялись, однако продюсер Джордж Мартин решил его оставить, так как хотел добиться, чтобы альбом звучал словно живое выступление. В итоге отсчёт был скопирован с девятого дубля (на котором он был сочтён «особо энергичным») и совмещён с музыкой самого первого дубля.
Полная версия девятого дубля доступна на CD-версии сингла «Free as a Bird»; второй дубль был опубликован в составе компиляционного альбома The Beatles Bootleg Recordings 1963 (2013 год).
В записи участвовали:
- Пол Маккартни — вокал, бас-гитара, хлопки
- Джон Леннон — бэк-вокал, ритм-гитара, хлопки
- Джордж Харрисон — соло-гитара, хлопки
- Ринго Старр — ударные, хлопки

## Принятие критикой и популярность
Песня была одобрительно воспринята слушателями и критикой. Музыкальные обозреватели Рой Карр и Тони Тайлер в своей книге «The Beatles: An Illustrated Record» утверждали, что эта песня является третьей по счёту в британской рок-классике того времени (после песен «Move It» Клиффа Ричарда и «Shakin' All Over» Джонни Кидда).
Версия песни, вышедшая на стороне «Б» американской версии сингла «I Want to Hold Your Hand» в декабре 1963 года, вошла в американский чарт Billboard Hot 100 восьмого февраля 1964 и продержалась там 11 недель, достигнув 14-й позиции.
Известный музыкальный журнал «Rolling Stone» в 2004 году присвоил данной песне 139-ю позицию в своём списке пятисот величайших песен всех времён; в обновлённой версии списка от 2011 года песня занимает 140-ю позицию.

## Выпуск песни
Песня была выпущена на следующих дисках:
- Британская версия альбома «Please Please Me» (22 марта 1963)
- Британский мини-альбом «The Beatles (No. 1)» (1 ноября 1963)
- Американская версия сингла «I Want to Hold Your Hand» (26 декабря 1963)
- Американский альбом группы «Introducing… The Beatles» (10 января 1964)
- Американский альбом группы «Meet the Beatles!» (20 января 1964)

## Кавер-версии
На песню было создано множество кавер-версий. Из наиболее известных можно упомянуть следующие:
- В 1974 году Джон Леннон и Элтон Джон исполнили эту песню вживую. Запись данного исполнения была выпущена на стороне «Б» сингла Элтона Джона «Philadelphia Freedom». Она также вошла в бокс-сеты «To Be Continued» (Э. Джон) и «Lennon» (Дж. Леннон). Данная запись стала последней значительной записью живого исполнения Джона Леннона.
- Маккартни включил эту песню в свои «живые» альбомы «Tripping the Live Fantastic» (1990), «Back in the US» (2002) и «Back in the World» (2003). В 1987 он записал новую версию данной песни для альбома «Снова в СССР», но в итоге эта композиция в альбом не вошла.
- Группа «The Supremes» записала перепевку этой песни под названием «I Saw Him Standing There». Песня планировалась к включению в альбом «A Bit of Liverpool» (1964), но в итоге в него не вошла (была опубликована в 2008 году).
- Группа «The Who» записала свою версию для документального фильма о себе «The Kids Are Alright», однако в итоге данная песня в фильм не вошла (стала доступной лишь на бутлегах). Группа, однако, исполняла эту песню вживую в течение своего концертного тура «Farewell Tour» (1982).
- Американская исполнительница Тиффани записала кавер-версию песни (под названием «I Saw Him Standing There») для своего дебютного альбома.
- Американская группа «The Tubes» записала кавер-версию песни для своего «живого» альбома «What Do You Want from Live».
- Немецкая группа «The Punkles», исполняющая панк-версии песен «Битлз», записала кавер-версию песни для своего первого альбома «Beat The Punkles».
- Песня звучала на церемонии вручения премии «Грэмми» в 2004 году в исполнении Стинга, Дэйва Мэтьюса, Венса Гилла и Фаррелла Уильямса.
- Литл Ричард и Джерри Ли Льюис записали свою версию для альбома Джерри Ли Льюиса «Last Man Standing» (2006).
- Джерри Гарсия исполнил эту песню для своего альбома «Run for the Roses» (1982).
- Группа Pink Fairies исполнила эту песню для своего альбома «What a Bunch of Sweeties» (1972).
- Группа «Led Zeppelin» исполнила эту песню 4 сентября 1970 года в составе попурри со своими песнями «Communication Breakdown», «Good Times Bad Times» и «For What It's Worth» (данная запись вошла в бутлег «Live on Blueberry Hill»).
- В СССР в начале 1970-х годов ВИА «Голубые гитары» записал миньон с кавер-версией этой песни[15][16].

### На других языках
- На русском языке песня под названием «С тех пор, как её я заметил» вышла на альбоме «Битлз — навсегда» («Мелодия», 1995). Переводчиком текста выступил В. Птицын; песня исполнена Валерием Панковым и группой под управлением Вадима Буликова.
- Существует адаптация песни на языке эсперанто (пер. П. Можаева); в частности, песня исполнялась на Международном молодёжном конгрессе эсперанто в 2008 году в Сомбатхее (Венгрия)[17].

## В популярной культуре
- В художественном фильме «Человек дождя» герой Рэймонд (в исполнении Дастина Хоффмана) поёт эту песню своему младшему брату Чарли (которого играет Том Круз).
- В ситкоме телерадиосети CBS под названием «Petticoat Junction» эта песня исполняется вымышленной женской группой «The Ladybugs»[18]. Эта серия вышла в эфир 24 марта 1964 года. Накануне выхода серии актёры сериала (в образе этой группы) исполняли эту песню на Шоу Эда Салливана.
- В сериале по роману Стивена Кинга «11.22.63», в 4 серии Джейк наигрывает эту песню для Сейди на пианино, попутно сообщая, что песню сочинили его «друзья» — Пол, Джон, Джордж и Ринго. При том, что серия описывает лишь 1962 год, то есть за год до её выхода.